# Włochy
Włochy [ˈvwɔxɨ] ist ein südwestlicher Stadtbezirk der polnischen Hauptstadt Warschau.
In Włochy leben auf 28,6 km² etwa 36.000 Einwohner. Er grenzt (von Norden im Uhrzeigersinn) an die Warschauer Stadtbezirke Bemowo, Wola, Ochota, Mokotów, Ursynów, die Landgemeinden Raszyn und Michałowice im Powiat Pruszkowski sowie den Warschauer Stadtbezirk Ursus.
Der Plural-Begriff Włochy steht im Polnischen auch für Italien. Diesen Begriff haben die slawischen Sprachen von dem germanischen Adjektiv welsch für die romanischen Völker entlehnt. Die Herkunft des Namens für den Ort in Polen ist jedoch ungeklärt. Es gibt drei Hypothesen, doch keine ist historisch dokumentiert. Die erste sagt, der Name komme vom Bauern Jan, genannt Włoch (Italiener), der die Waldsiedlung gegründet haben soll. Die zweite Hypothese erzählt von fremden Heeren, vermutlich aus Italien, die unweit des Wahlfeldes von Wola stationiert waren. In Wola, heute der benachbarte Warschauer Stadtteil, fanden die Wahlen der polnischen Wahlkönige statt. Die dritte Hypothese schreibt die Namensherkunft den italienischen bildenden Künstlern zu, die mit ihren Werken Warschauer Paläste und Gärten schmückten und möglicherweise dort siedelten.
Zwischen 1938 und 1951 hatte Włochy Stadtrechte. Am 2. Mai 1951 wurde es als Teil des Bezirks Ochota in die Stadt Warschau eingemeindet. 1994 bildete es die Gemeinde Warschau-Włochy und wurde bei der Stadtneugliederung 2002 ein eigener Stadtbezirk.

## Ortsteile

Ortsteile Włochys

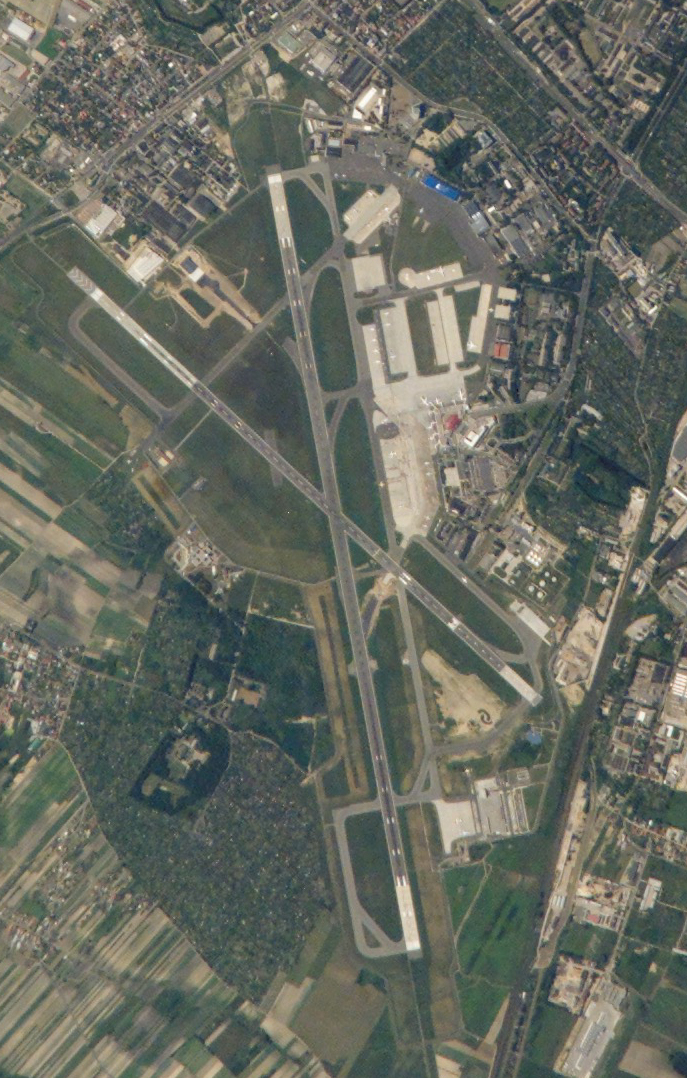
Satellitenbild des Warschauer Flughafens

Włochy gliedert sich in die Ortsteile 
- Nowe Włochy
- Stare Włochy
- Wiktoryn
- Raków
- Salomea
- Okęcie
- Zbarż
- Gorzkiewki
- Paluch
- Załuski
- Opacz Wielka

## Markante Bauwerke
Auf dem Gebiet der Ortschaft Okęcie im Osten des Stadtbezirks befindet sich der Internationale Flughafen Warschaus, der ein bedeutender Wirtschaftsfaktor für Włochy ist.
In Włochy befinden sich noch die Reste dreier der im 19. Jahrhundert durch das zaristische Russland errichteten Befestigungsanlagen, das Fort „Włochy“, das Fort „Okęcie“ und das Fort „Zbarż“.
Das Koelichen-Palais fand Eingang in das Stadtteilwappen von Włochy.